# Dúnedain
En el marc del llengendari de J.R.R. Tolkien, els dúnedain (singular: dúnadan) és el nom que reben a la Terra Mitjana els homes descendents dels númenóreans que van sobreviure l'enfonsament de l'Illa. També són anomenats Homes de l'Oest o Homes de l'Oestat, traduccions del terme sindarin.
Van arribar a la Terra Mitjana liderats per Eléndil i els seus fills Isíldur i Anàrion, i van fundar els regnes d'Àrnor al nord i de Góndor al sud. A l'època en què transcorren els esdeveniments narrats a El Senyor dels Anells els dúnedain han disminuït en nombre, especialment al nord on el seu regne s'ha extingit i viuen com a muntaners sota la direcció del seu capitost, n'Àragorn.

## Característiques[calcitació]
Els dúnedain eren superiors als altres homes en noblesa de cos i d'esperit. Solien ser alts, de cabells foscos i ulls grisos, i gaudien d'una esperança de vida molt més llarga (en un principi tres vegades més que la resta d'homes) conservant el vigor de la joventut fins al final dels seus dies.
Especialment entre els de més alt rang, els dúnedain demostraren grans dots de visió, i en alguns casos fins i tot de profecia.
Una de les causes que va conduir a la davallada dels dúnedain fou la tendència a tenir molt pocs fills. De fet, la línia reial del mateix Àragorn descendia de desenes de generacions d'un únic fill.

## Història[calcitació]
Els homes de Númenor, enganyats per en Sàuron i envejosos de la immortalitat dels elfs, van decidir iniciar la conquesta de Vàlinor. Quan la flota del rei Ar-Pharazôn tocà les costes d'Aman, Ilúvatar els castigà enfonsant-los en l'oceà juntament amb tota Númenor.
La majoria de númenóreans morií, però alguns d'ells, liderats pels senyors de l'Andúnië, es mantingueren fidels als Vàlar i als amics dels elfs, i acabaren abandonant Númenor amb les seves naus. Liderats per n'Eléndil i els seus fills, n'Isíldur i n'Anàrion, van desembarcar ben aviat a les costes de la Terra Mitjana.
Allí n'Eléndil fundà el regne d'Àrnor, al nord, mentre que els seus dos fills fundaren Góndor, al sud de les Muntanyes Blanques. Però el senyor fosc Sàuron havia tornat a Mórdor i s'inicià una nova guerra. En l'Última Aliança els descendents dels númenóreans van aconseguir, juntament amb els elfs, derrotar en Sàuron i prendre-li l'Anell Únic, tot i que n'Eléndil, n'Anàrion i el rei èlfic Guil-galad moriren en l'empresa.
Durant la Tercera Edat els dos regnes dels dúnedain van seguir camins separats. Al nord, la divisió d'Àrnor en tres entitats més petites i els atacs del Regne d'Àngmar amb el seu Rei Bruixot al capdavant van acabar amb la desaparició del reialme. Les antigues fortaleses d'Annúminas, Fórnost o Àmon Sûl foren abandonades i els dúnedain del nord es convertiren en el poble dels Muntaners del Nord, cada cop menys nombrós. La nissaga reial, però, continuà ininterrompuda en la figura dels capitosts dels muntaners del nord.
Al sud, el regne de Góndor prosperà recordant fins i tot la vella glòria de Númenor. Amb el temps, però, els seus reis caurien en els mateixos errors que els monarques númenóreans i s'aferrarien als plaers materials desentenent-se dels seus parents del nord. La seva població també fou delmada per la gran pesta duta per un vent fosc dirigit des de Mórdor, la invasió dels aurigues que vingueren de l'Est, i la guerra civil de Góndor. La nissaga de reis s'interrompé amb la desaparició d'Eärnur, prenent les regnes del govern la línia dels senescals.
Tot i que la població dels dúnedain era nombrosa al sud, la seva sang s'havia barrejat molt amb la d'homes menors. A la fi de la Tercera Edat gairebé no quedava sang númenóreana pura excepte en comptades ocasions (com, per exemple, en enDénethor, en Bóromir i en Fàramir). Al nord, en canvi, tot i que la població dúnedain era molt més reduïda, mai es van barrejar amb altres homes i el llinatge d'Àragorn era completament dúnedain.
Durant la Guerra de l'Anell, els pocs dúnedain del nord que quedaven (una trentena, amb Hàlbarad al capdavant) es dirigiren al sud a ajudar el seu capitost Àragorn i la gent de Góndor. Lluitaren a Pelàrguir, a la batalla dels Camps del Pelénnor, i davant la Porta Negra de Mórdor.
Amb la victòria sobre en Sàuron la glòria dels dúnedain fou renovada, fet simbolitzat amb la coronació d'Àragorn com a rei del Regne Reunificat d'Àrnor i Góndor, recuperant la dignitat dels reis de l'antigor.

## Alts Reis d'Àrnor i Góndor[calcitació]
Alts Reis d'Àrnor i Góndor és un títol que, en el marc del llegendari fantàstic creat per J.R.R. Tolkien, utilitzaven els sobirans dels dúnedain que van crear els regnes a l'exili després de la caiguda de Númenor. El primer a prendre el títol d'alt rei dels regnes d'Àrnor i Góndor, tot just acabats de fundar, va ser Eléndil l'Alt, que havia liderat els dúnedain en la fugida de Númenor i descendia de la casa reial d'Élros a través de la línia dels Senyors d'Andúnië. Després de la mort d'Eléndil, el seu primogènit Isíldur va heretar el títol. A la seva mort, però els dos regnes van separar-se: Valàndil, fill d'Ísildur, va assumir el títol de Rei d'Àrnor, mentre que al regne del sud de Góndor, es va proclamar rei Menèldil, fill d'Anàrion, el segon fill d'Eléndil.
Valàndil mai va usar el títol d'alt rei, i així es Isíldur és comptat com el darrer. Tot i això, després de la mort d'Ondoher de Góndor, Arvedui d'Arthedain va reclamar la seva sobirania sobre Góndor com a hereu legítim d'Ísildur, però el Consell de Góndor (influenciat pel senescal Pelendur) la va rebutjar argumentant que Ísildur havia renunciat als seus drets a favor de Melèndil, i que per tant només els hereus d'Anàrion podien ser Reis de Góndor. Arvedui acabaria sent l'últim rei d'Àrnor, i els seus descendents, els capitans dels dúnedain mai van reclamar ni el tron de Góndor i el títol d'alt rei. Al principi de la Quarta Edat, però, els dos regnes es van tornar a unir sota el rei Eléssar Telcontar, format el Regne Reunificat d'Àrnor i Góndor.
```
Eléndil l'Alt
 (1)
_______________|_______________
| |

Ísildur
 (2) 
Anàrion
 La numeració indica els 
___________|_________________ | 
Alts Reis d'Àrnor i Góndor

| | | | |
Eléndur Aratan Ciryon 
Valàndil
 
Menèldil

| |

Reis d'Àrnor
 
Reis de Góndor
[
cal
 
citació
]
```